# Lechovice
Lechovice település Csehországban, a Znojmói járásban. Lechovice Hodonice, Práče, Borotice, Oleksovice és Stošíkovice na Louce településekkel határos. Lakosainak száma 570 fő (2024. január 1.).

## Népesség
A település lakosságának változását az alábbi diagram mutatja:
| Lakosok száma | 485  | 613  | 618  | 425  | 480  | 412  | 521  | 562  | 541  | 570  |
|               | 1869 | 1890 | 1921 | 1950 | 1980 | 2001 | 2017 | 2019 | 2022 | 2024 |